# Otto Rettenmaier

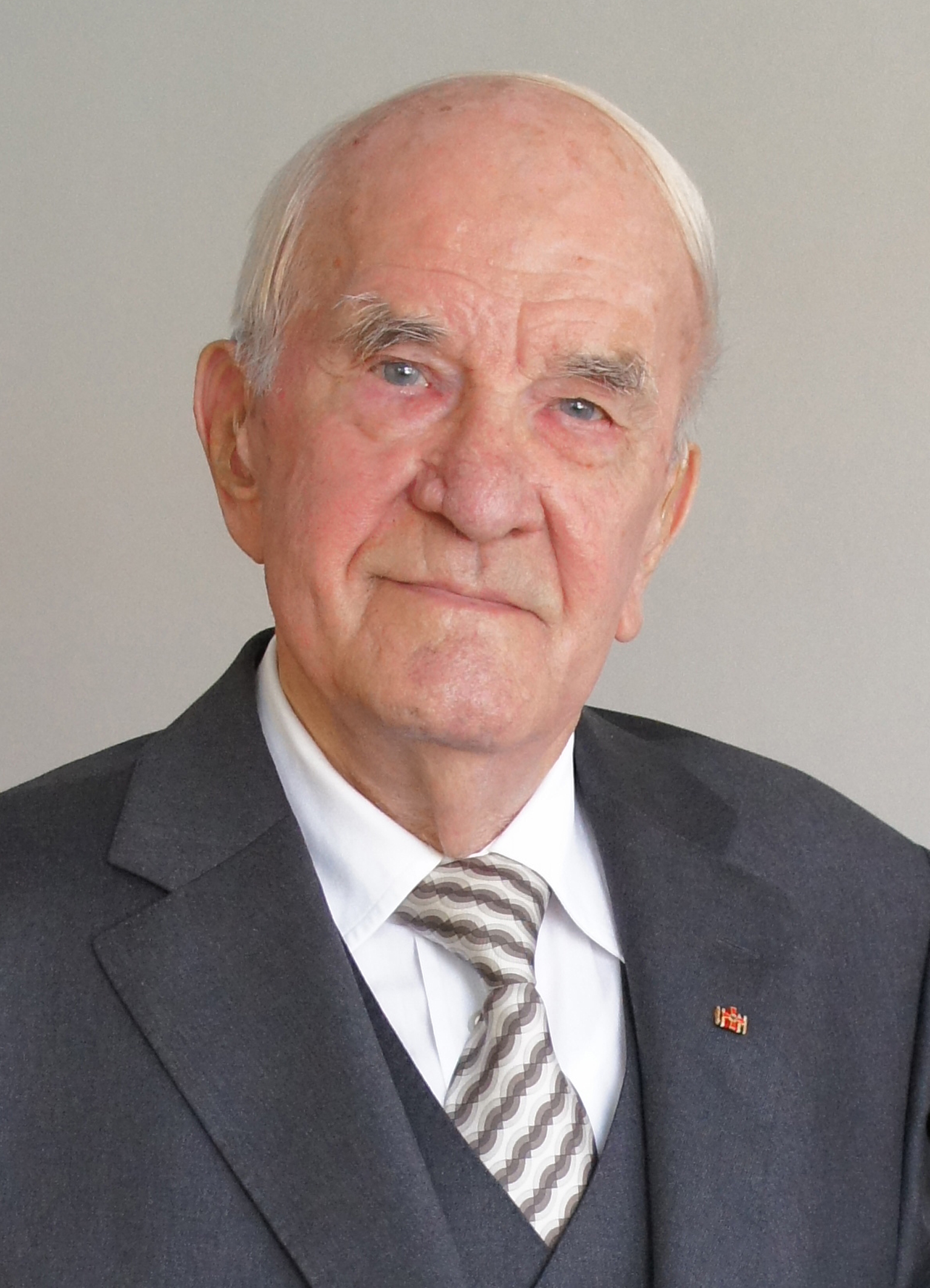
Otto Rettenmaier (2012)

Otto Rettenmaier (* 28. Juli 1926 in Holzmühle, Gemeinde Rosenberg; † 23. Juli 2020) war ein deutscher Unternehmer. Er war Inhaber der Rettenmaier-Gruppe, eines Mischkonzerns mit Sitz in Heilbronn, der neben Anteilen an den von den Eltern übernommenen Faserstoffwerken J. Rettenmaier & Söhne (JRS) mit Sitz in Rosenberg auch Hersteller von Schwertransportern, ein Immobilienunternehmen, Bau- und Handwerkermärkte und ein Bordeaux-Weingut umfasste. In der 2010 von der Zeitschrift Manager Magazin veröffentlichten Liste der 500 reichsten Deutschen stand Otto Rettenmaier mit einem geschätzten Vermögen von 400 Mio. Euro auf Rang 292. In seiner Wahlheimat Heilbronn unterstützte er mehrfach kulturelle Projekte mit größeren Spenden, zuletzt 2010 den Umbau des Gebäudes des Stadtarchivs Heilbronn zum Haus der Stadtgeschichte, den er mit einer Spende von 3 Mio. Euro ermöglichte.

## Leben
Rettenmaier wurde 1926 als Sohn von Josef (1882–1974) und Josefine Rettenmaier in Rosenberg-Holzmühle geboren. Er war das zweitälteste von vier Geschwistern. Die Familie Rettenmaier hatte die 1497 erstmals erwähnte Holzmühle 1878 erworben und begann 1938 mit der Produktion von Holzfasern.
Otto Rettenmaier besuchte ab 1937 ein humanistisches Gymnasium, kam 1943 zur Wehrmacht und studierte ab 1946 an der Technischen Hochschule Stuttgart. Er wurde Mitglied der katholischen Studentenverbindungen KAV Rheno-Nicaria Stuttgart und KStV  Askania-Burgundia Berlin, beide im KV. 1950 trat er in den elterlichen Betrieb ein, wo er ab 1951 geschäftsführender Gesellschafter war, und baute ein Zweigwerk in Heilbronn auf, wo er seit 1949 auch lebte. Neben seiner Tätigkeit bei JRS, wo er zusammen mit seinem älteren Bruder Josef (* 1924) aktiv war, betätigte sich Otto Rettenmaier im Lauf der folgenden Jahrzehnte als Unternehmer in verschiedensten Branchen wie Erdbeerzucht und Schifffahrt. 1972 kaufte er das Bordeaux-Weingut Château La Tour-Figeac, 1984 errichtete er in Heilbronn einen Obi-Bau- und Heimwerkermarkt, dem 1997 und 2000 zwei weitere folgten. 1988 kaufte er die insolvente Scheuerle Fahrzeugfabrik aus Pfedelbach, die er 1994 mit dem französischen Konkurrenten Nicolas aus Auxerre zur Transporter Industry International zusammenführte, die 2004 mit dem Ulmer Spezialfahrzeugbauer KAMAG Transporttechnik ergänzt wurde. 1994 baute Rettenmaier auf der Heilbronner Industriebrache Weipertgelände ein Fachmarktzentrum. Die 1994 gegründete Projektentwicklungsgesellschaft Ripeg ist außer in Heilbronn und Umgebung auch in Berlin, Halle, Leipzig und Weimar tätig, die 2010 gegründete Gesellschaft OR Energy betreibt zwei Windparks in Sachsen-Anhalt. Die Gesellschaften der Rettenmaier-Gruppe beschäftigen zahlreiche Mitarbeiter; JRS ist Weltmarktführer in der Faserstofferzeugung und hat (Stand 2012) 1200 Mitarbeiter und über 250 Mio. € Umsatz, die Transportersparte TII zählt 720 Mitarbeiter und einen Umsatz von 235 Mio. €. Rettenmaiers Vermögen wurde auf 400 Mio. Euro geschätzt; in der 2010 von der Zeitschrift Manager Magazin veröffentlichten Liste der 500 reichsten Deutschen stand er auf Rang 292.

## Privates
Am 26. Januar 1959 heiratete Rettenmaier seine Frau Lore, geb. Spieß, mit der er zwei Töchter und einen Sohn hatte. Der Sohn Otto Maximilian Rettenmaier (* 1962) leitet seit 1994 das Weingut Château La Tour-Figeac, die Tochter Susanne Rettenmaier die Transportersparte der Unternehmensgruppe. Otto Rettenmaier war leidenschaftlicher Jäger. 1986 war er Präsident des Rotary-Clubs Heilbronn.

## Mäzenatentum
Rettenmaier unterstützte mehrere kulturelle und wissenschaftliche Projekte und Institutionen, darunter die Universität Hohenheim, deren Forschungsaktivitäten die Verbindung zu den Faserstoffwerken JRS herstellten. Im Jahr 2013 sicherte Rettenmaier der Universität Hohenheim eine Spende in Höhe von 3 Mio. Euro für das neu zu bauende Audimax zu. Das Audimax sollte den Namen Otto Rettenmaier Audimax tragen, am 11. November 2016 wurde es eingeweiht. In Heilbronn unterstützte Rettenmaier das Deutschordensmünster St. Peter und Paul, die Sanierung des Kiliansturmes und den Umbau des Stadtarchivgebäudes zum Haus der Stadtgeschichte, den er mit einer Spende von 3 Mio. Euro ermöglichte.

## Auszeichnungen

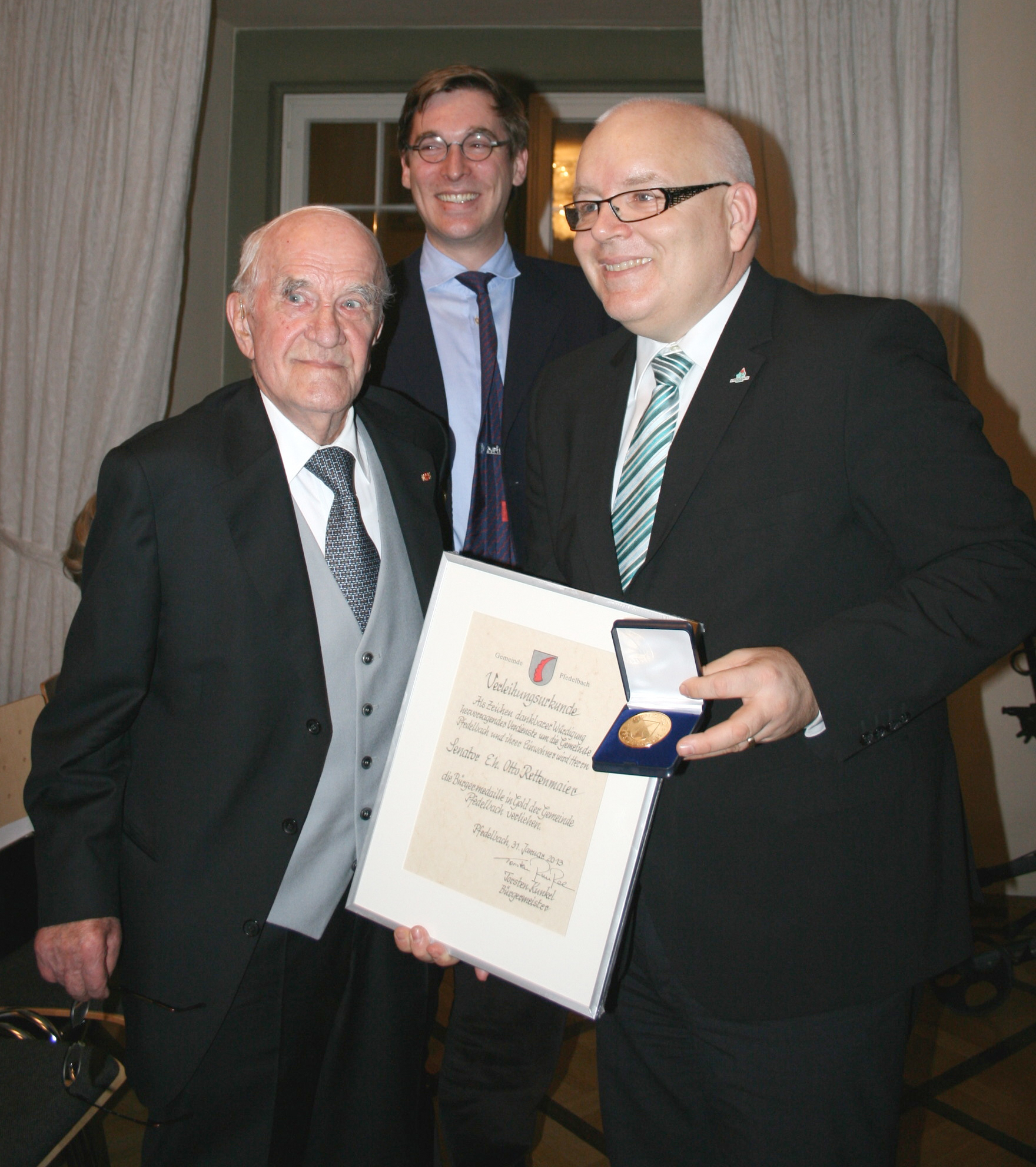
Otto Rettenmaier mit Bürgermeister Torsten Kunkel bei der Verleihung der Goldenen Bürgermedaille der Gemeinde Pfedelbach am 31. Januar 2013

1984 wurde Rettenmaier zum Ehrensenator der Universität Hohenheim ernannt. Nach dem Bundesverdienstkreuz am Bande erhielt er 2005 das Bundesverdienstkreuz 1. Klasse. Das von ihm ermöglichte Heilbronner Haus der Stadtgeschichte trägt seit seinem 85. Geburtstag am 28. Juli 2011 ihm zu Ehren den Namen Otto-Rettenmaier-Haus. Am 31. Januar 2013 wurde Otto Rettenmaier für sein Engagement für die Scheuerle Fahrzeugfabrik mit der Goldenen Bürgermedaille der Gemeinde Pfedelbach ausgezeichnet. Am 1. Januar 2014 wurde die Lortzingstraße in Pfedelbach in Otto-Rettenmaier-Straße umbenannt.